# 關賡麟

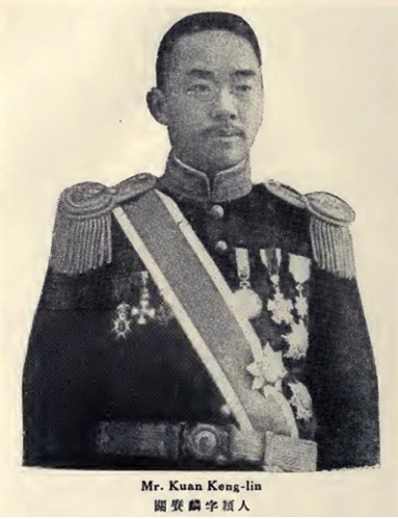

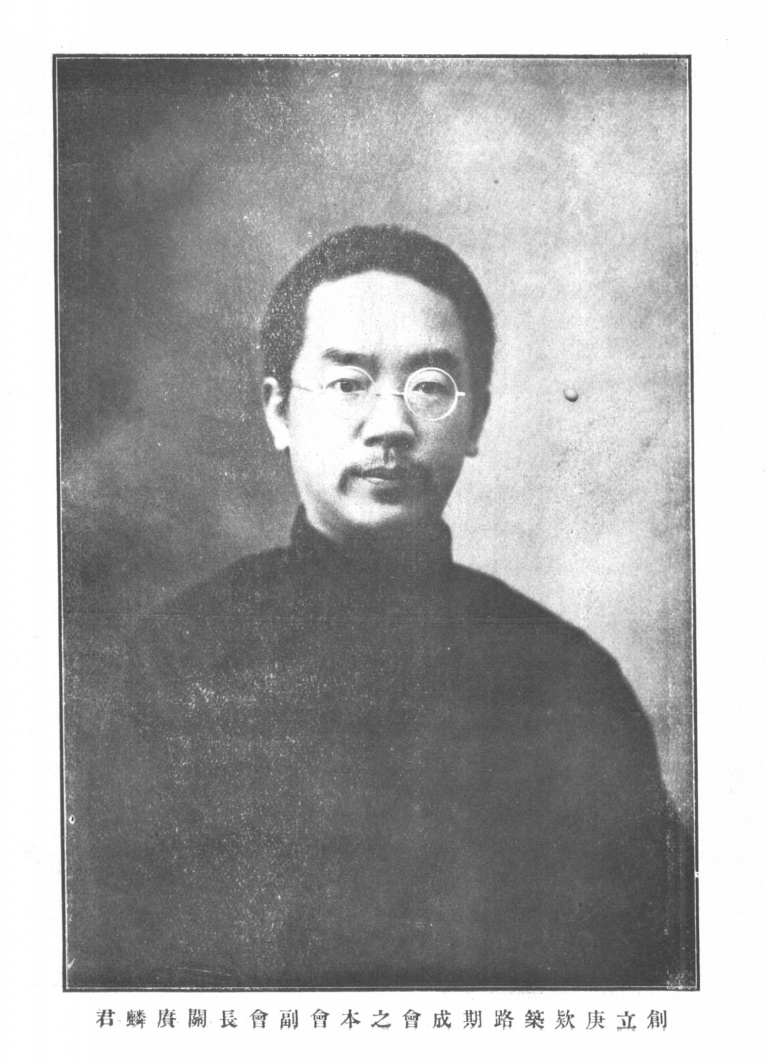

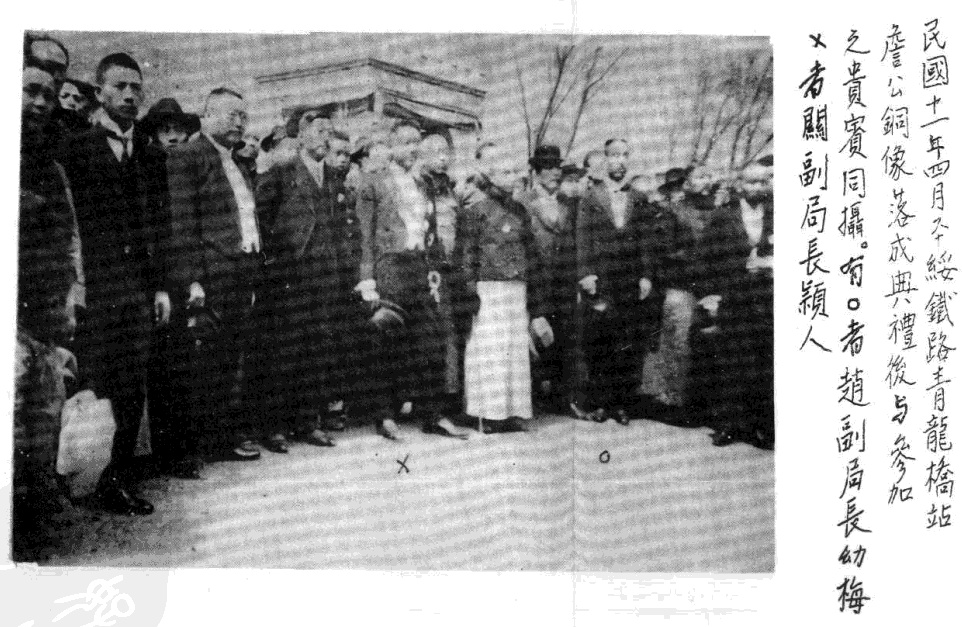
京綏鐵路青龍橋站：關穎人、趙世瑄

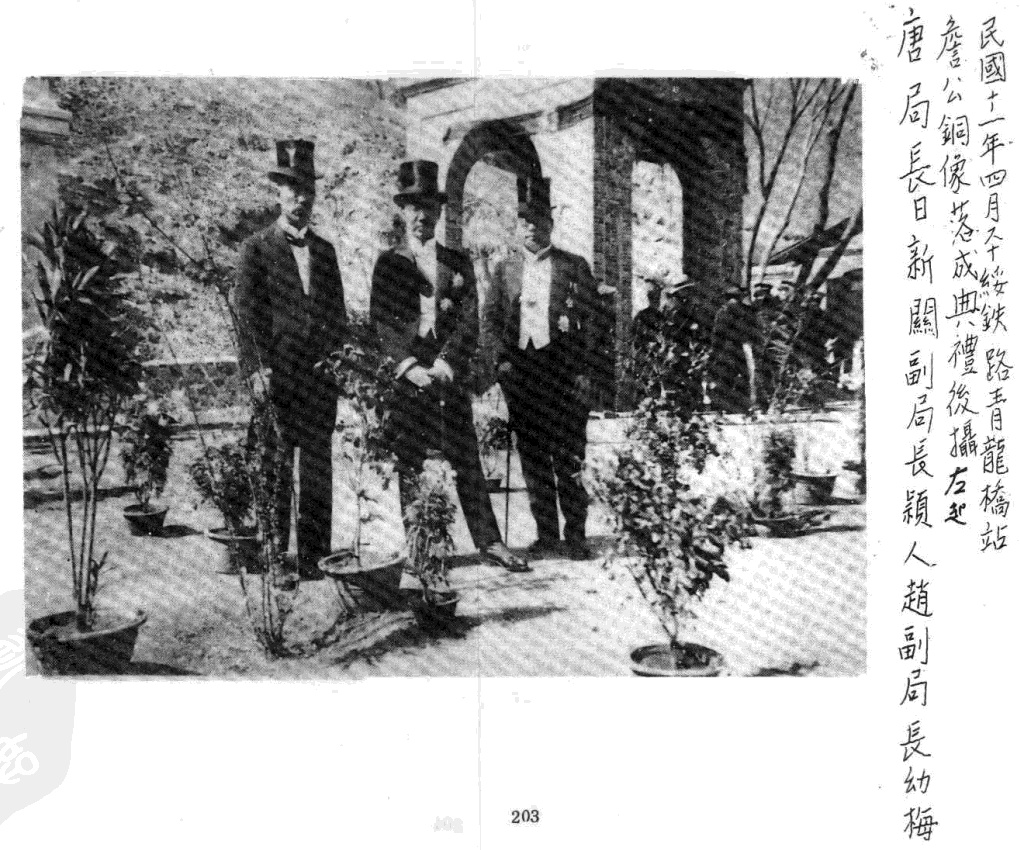
唐日新、關穎人、趙世瑄

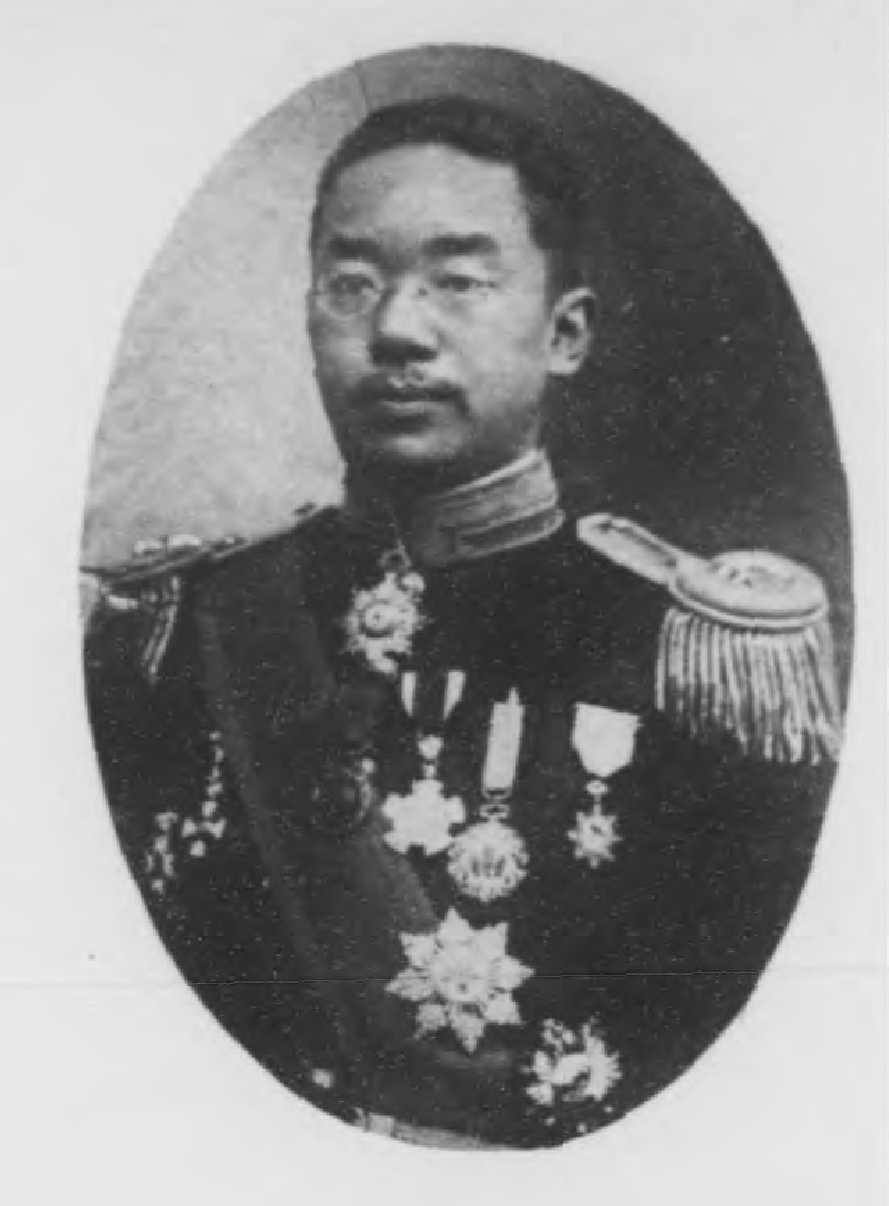

關賡麟（1880年—1962年），字颖人，廣東南海人，中國近代學者、詩人、實業家。
清光緒三十年（1904年）末科进士。旋赴日本留学。归国后，曾任財政部秘書，交通部路政司司长、铁路总局提调，京汉铁路局长、川粤汉铁路督办、铁路部参事等職。民國十一年（1922年）6月15日，担任交通大學校长，因“驱陆学潮”大学改組，于7月底結束任職。抗日戰爭期間，拒絕與汪精衛政府合作。中華人民共和國成立後，曾任中央文史館官員。
工诗词，有《瀛谭》。